# Lesegno
Lesegno (piemontiul: Ëlzegn vagy Alzegn) település Olaszországban, Piemont régióban, Cuneo megyében. Lakosainak száma 788 fő (2023. január 1.). Lesegno Castellino Tanaro, Mombasiglio, Niella Tanaro, San Michele Mondovì és Ceva községekkel határos.

## Népesség
A település lakossága az elmúlt években az alábbi módon változott:
| Lakosok száma | 785  | 835  | 788  |
|               | 2017 | 2018 | 2023 |